# Port-Said-Stadion
Das Port-Said-Stadion (arabisch ستاد بورسعيد) ist ein Fußballstadion mit Leichtathletikanlage in der ägyptischen Stadt Port Said. Die Anlage bietet 22.000 Plätzen und wird überwiegend für Fußballspiele genutzt. Sie diente als Spielstätte beim Afrika-Cup 2006 und war Austragungsort mehrerer Spiele bei der U-20-Fußball-Weltmeisterschaft 2009. Das Stadion wurde 1954 errichtet und 2009 in Vorbereitung auf die U-20-Fußball-WM renoviert. Das Port-Said-Stadion soll ein Austragungsort des Afrika-Cup 2019 sein. Die Spielstätte befindet sich ca. 10 Kilometer vom Regionalflughafen und etwa einen Kilometer vom Stadtzentrum von Port Said entfernt.
Am 1. Februar 2012 kam es nach einem Erstligaspiel zwischen al-Masry und al Ahly SC zu schweren Zuschauerausschreitungen, als Zuschauer nach dem Schlusspfiff den Platz stürmten. Dabei kamen mindestens 74 Menschen ums Leben, mehr als 1000 sollen verletzt worden sein.